# Timpendean Tower
Timpendean Tower, auch Typenden Castle, ist die Ruine einer Niederungsburg (Tower House) aus dem 15. Jahrhundert bei Lanton, etwa 2,4 km nordwestlich von Jedburgh in der schottischen Council Area Scottish Borders.

## Geschichte
Das Tower House war eine Festung des Clan Douglas. Heute gilt die Ruine als Scheduled Monument.
Das Land in dieser Gegend, einst Teil des Anwesens Bonjedward, gehörte lange Zeit dem Clan Douglas und wurde innerhalb der Familie weitervererbt, bis es von George, 12. von Timpendean, 1843 an die Familie Scott, Bauern aus Bonjedward, verkauft wurde. Timpendean Tower wurde 1545 von den Leuten des Earls of Hertford während des Rough Wooing niedergebrannt.

## Beschreibung

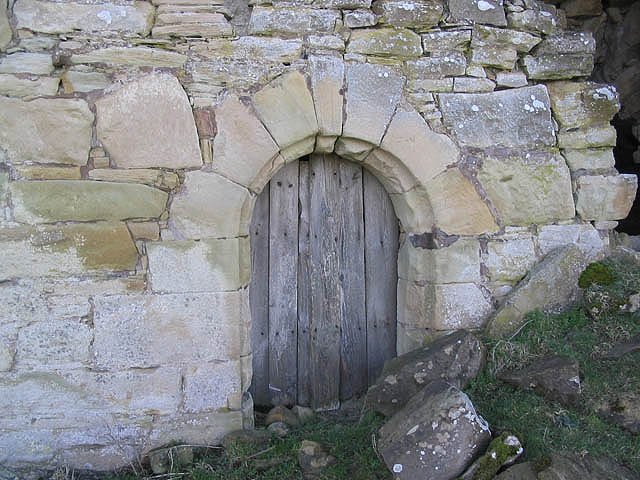
Eingang zu Timpendean Tower

Die Burgruine liegt in an einem Hang zwischen dem River Teviot und Jed Water. Sie war ein einfacher Turm mit einer Grundfläche von 8,7 Metern × 7,2 Metern mit 1,2 Meter dicken Mauern.
Der Turm, der von sehr viel älteren Erdwerken umgeben ist, hatte drei Stockwerke und einen Keller mit Gewölbedecke. Es gibt Beweise für einen Anbau, der aber heute wieder verschwunden ist; Verbindungssteine zwischen zwei Mauern wurden entdeckt, sodass man annehmen kann, dass an die vorhandenen Mauern früher weitere angeschlossen waren. Die Tür in der Ostmauer und der offene Kamin im Erdgeschoss sind spätere Ergänzungen zum ursprünglichen Turm.
Im 1. Obergeschoss war ein Rittersaal untergebracht, während sich im 2. Obergeschoss die Schlafräume befanden. Diese Geschosse erreichte man über eine Wendeltreppe an der Ostmauer. Teile der umgebenden Erdwerke wurden miteinander verbunden und mit Wasser gefüllt, um den Turm zu verteidigen.